# Nate Guenin
Nathaniel Lawrence "Nathan" "Nate" Guenin, född 10 december 1982, är en amerikansk professionell ishockeyspelare som tillhör Colorado Avalanche organisation i NHL och som för närvarande spelar för San Antonio Rampage i American Hockey League (AHL). Han har tidigare spelat för Philadelphia Flyers, Pittsburgh Penguins, Columbus Blue Jackets och Anaheim Ducks.
Han draftades i fjärde rundan i 2002 års draft av New York Rangers som 127:e spelare totalt.

## Statistik

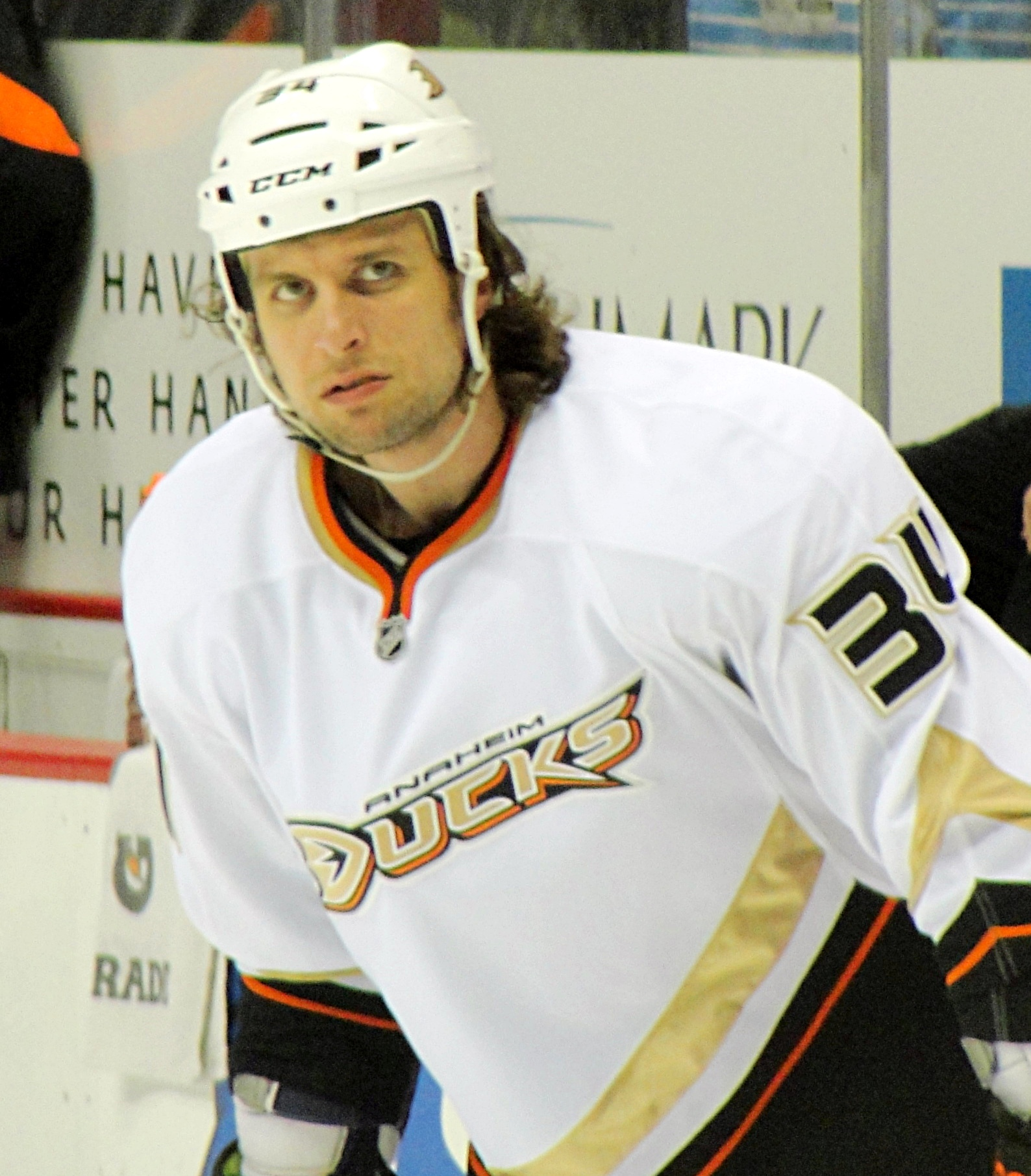
Guenin i Ducks 2012.

### Klubbkarriär
| 2000–01    | Green Bay Gamblers             | USHL       | 54  | 2 | 11 | 13 | 70  | 4  | 1 | 1 | 2 | 6  |
| 2001–02    | Green Bay Gamblers             | USHL       | 56  | 4 | 11 | 15 | 150 | 7  | 3 | 3 | 6 | 10 |
| 2002–03    | Ohio State Buckeyes            | CCHA       | 42  | 2 | 9  | 11 | 75  | —  | — | — | — | —  |
| 2003–04    | Ohio State Buckeyes            | CCHA       | 29  | 2 | 15 | 17 | 92  | —  | — | — | — | —  |
| 2004–05    | Ohio State Buckeyes            | CCHA       | 41  | 2 | 12 | 14 | 136 | —  | — | — | — | —  |
| 2005–06    | Ohio State Buckeyes            | CCHA       | 39  | 0 | 11 | 11 | 87  | —  | — | — | — | —  |
| 2006–07    | Philadelphia Phantoms          | AHL        | 68  | 3 | 9  | 12 | 92  | —  | — | — | — | —  |
| 2006–07    | Philadelphia Flyers            | NHL        | 9   | 0 | 2  | 2  | 4   | —  | — | — | — | —  |
| 2007–08    | Philadelphia Phantoms          | AHL        | 77  | 4 | 13 | 17 | 146 | 12 | 0 | 1 | 1 | 18 |
| 2007–08    | Philadelphia Flyers            | NHL        | 2   | 0 | 0  | 0  | 2   | —  | — | — | — | —  |
| 2008–09    | Philadelphia Phantoms          | AHL        | 62  | 0 | 14 | 14 | 95  | 4  | 0 | 0 | 0 | 10 |
| 2008–09    | Philadelphia Flyers            | NHL        | 1   | 0 | 0  | 0  | 0   | —  | — | — | — | —  |
| 2009–10    | Wilkes-Barre/Scranton Penguins | AHL        | 41  | 3 | 2  | 5  | 63  | —  | — | — | — | —  |
| 2009–10    | Pittsburgh Penguins            | NHL        | 2   | 0 | 0  | 0  | 0   | —  | — | — | — | —  |
| 2009–10    | Peoria Rivermen                | AHL        | 27  | 2 | 11 | 13 | 35  | —  | — | — | — | —  |
| 2010–11    | Springfield Falcons            | AHL        | 30  | 0 | 5  | 5  | 21  | —  | — | — | — | —  |
| 2010–11    | Columbus Blue Jackets          | NHL        | 3   | 0 | 0  | 0  | 2   | —  | — | — | — | —  |
| 2010–11    | Syracuse Crunch                | AHL        | 42  | 2 | 10 | 12 | 44  | —  | — | — | — | —  |
| 2011–12    | Anaheim Ducks                  | NHL        | 15  | 2 | 0  | 2  | 6   | —  | — | — | — | —  |
| 2011–12    | Syracuse Crunch                | AHL        | 27  | 0 | 5  | 5  | 16  | 4  | 0 | 0 | 0 | 14 |
| 2012–13    | Norfolk Admirals               | AHL        | 66  | 4 | 20 | 24 | 38  | —  | — | — | — | —  |
| 2013–14    | Colorado Avalanche             | NHL        | 68  | 1 | 8  | 9  | 46  | 7  | 0 | 1 | 1 | 4  |
| 2014–15    | Colorado Avalanche             | NHL        | 76  | 2 | 13 | 15 | 32  | —  | — | — | — | —  |
| NHL totalt | NHL totalt                     | NHL totalt | 176 | 5 | 23 | 28 | 92  | 7  | 0 | 1 | 1 | 4  |